# Demir og Baykara mod Tyrkiet
Demir og Baykara mod Tyrkiet (en: Demir and Baykara v Turkey) 2008 ECHR 1345 er en milepæl for den Europæiske Menneskerettighedsdomstol i en sag, der vedrører artikel 11 i Den Europæiske Menneskerettighedskonvention om retten til at engagere sig i overenskomstforhandlinger. Dommen blev afsagt d. 12. november 2008.
Dommen bekræftede den grundlæggende ret for arbejdstagere til at deltage i kollektive forhandlinger og kollektive skridt for at nå dette mål.

## Forløb
Vemal Demir var medlem af og Vicdan Baykara var præsident for det tyrkiske Fagforbund for offentligt ansatte Tum Bel Sen. I 1993 indgik fagforeningen en to-årig overenskomst, men arbejdsgiveren (byrådet i Gaziantep) overholdt ikke dens bestemmelser. Demir og Baykara anlagde sag i byretten, og vandt deres sag. Men Appelretten annullerede afgørelsen. 
Appelretten fastslog, at der var en ret til at tilslutte sig en fagforening, men fagforeningen selv havde "ingen autoritet til at indgå kollektive aftaler, som loven stod".
Sagen blev derefter hjemvist til byretten, som igen mente, at Demir og Baykara havde ret til kollektive forhandlinger, fordi det indrømmes via Den Internationale Arbejdsorganisation (ILO)s konventioner ratificeret af Tyrkiet. Men igen omstødte Appeldomstolen afgørelsen.  
I Appelretten var der desuden et særskilt søgsmål om  at embedsmændene, der "uretmæssigt" havde forhandlet sig til ekstra fordele skulle tilbagebetale disse løndele. 
Efter at de nationale muligheder dermed var udtømt indgav fagforeningen i 1996 klage til Den Europæiske Menneskerettighedsdomstol om tilsidesættelse af foreningsfriheden i henhold til artikel 11 EMRK, og beskyttelse mod forskelsbehandling i henhold til artikel 14 EMRK. Efter nogen tid, blev sagen i 2006 hørt af syv dommere i anden sektion. Det blev fastslået, at artikel 11 var blevet overtrådt, og der var derfor ingen grund til at undersøge artikel 14. Den tyrkiske regering anmodede herefter om, at sagen blev henvist til Storkammeret.

## Menneskerettighedsdomstolens afgørelse
Storkammeret af Den Europæiske Menneskerettighedsdomstol fastslog enstemmigt, at der havde været en uforholdsmæssig og uberettiget indgreb i retten til foreningsfrihed.
Særligt præmis 145 er interessant, idet præmissen statuerer de grundliggende rettigheder for fagforeninger: 
145. Fra EMRKs praksis fremgår følgende essentielle elementer i retten til foreningsfrihed: Retten til at forme og tilslutte sig en fagforening, retten til at stå uden for en fagforening (se, fx Sørensen og Rasmussen mod Danmark), og retten for en fagforening "to seek to persuade" arbejsgiveren til at høre hvad den har at sige på vegne af dens medlemmer (Wilson, National Union of Journalists og andre, præmis 44).
Også præmis 154 fortjener at blive citeret: 
154. Hermed afgør Domstolen, under hensyn til udviklingen i arbejdsret, både internationalt og nationalt, og praksis fra medlemsstaterne, at retten til kollektive forhandlinger med arbejdsgiveren er blevet en essentielt del af "the right to form and to join trade unions for the protection of (one's) interests" beskyttet af artikel 11. Medlemsstaterne er fortsat frie til at organisere deres arbejdsmarked således at der gives særlige rettigheder til repræsentative fagforeninger, såfremt det er relevant. Som andre arbejdere skal offentligt ansatte, undtagen i meget specielle sager, også nyde disse rettigheder, undtagen situationer omfattet af forhold "foreskrevet ved lov", en kategori som klagerne ikke tilhører. 

## Betydning
Demir og Baykara mod Tyrkiet er bredt blevet set som en milepæl i den internationale udvikling af foreningsfrihed. Dommens betydning ligger i bekræftelsen af, at der er en grundliggende ret til at forhandle såvel kollektivt som individuelt på vegne af fagforeningens medlemmer, beskyttet af artikel 11 i EMRK. Kun begrænsninger der er "foreskrevet ved lov" og er "nødvendige i et demokratisk samfund" kan berettige undtagelser. 
Domstolen begik endvidere, ifølge den engelske professor K D Ewing og advokaten John Hendy, et scoop ved at inddrage betydningen af ILO-konventioner i grundlaget for fortolkningen af artikel 11. Dermed vil disse konventioner have betydning i medlemslandene uanset om de enkelte lande faktisk har tiltrådt dem eller efterlever dem, hvorfor medlemsstaterne fra 2008 og fremefter forventes at tillægge ILOs landerapporter væsentligt større opmærksomhed end tidligere.
Begrebet forhandlingsret i dansk ret, er endvidere udsat for betydningsmæssigt at decimeres væsentligt, idet det område dommen levner for nationale forrangssystemer til repæsentative fagforeninger synes ganske snævert. 
Et særligt interessant problem er at dommen skaber spændinger mellem Den Europæiske Menneskerettighedsdomstol og EU-domstolen. I Viking Line-dommen og i Laval-dommen afgør EU-domstolen, at der er en kvalificeret ret til at strejke, men at denne ret kun kan udøves når den ikke uforholdsmæssigt krænker den EU-sikrede frie etableringsret eller Servicedirektivet. Det er et helt åbent spørgsmål, i betragtning af at EMRD i dens fortolkningspraksis tillægger hensynet til at undgå restriktioner i foreningsfriheden større betydning end etableringsfriheden, om praksis i henhold til nævnte 2 afgørelser, der blev afsagt før denne sags dom, vil blive afstemt med nærværende dom. Dette har ledt til forudsigelser om at der kan blive tale om et "showdown" mellem domstolene i Strasbourg og i Luxembourg. 